# Ontígola
Ontígola è un comune spagnolo di 4 042 abitanti situato nella comunità autonoma di Castiglia-La Mancia.